# Молочников Микола Мусійович
Молочников Микола Мусійович (нар.23 грудня 1924, Кременчук, Полтавська область— пом.25 листопада 1982, Чернівці) — радянський офіцер-артилерист, Герой Радянського Союзу. За період служби нагороджений орденом Леніна, орденом Червоної Зірки, орденом Вітчизняної війни 2-го ступеня, медалями.

## Біографія

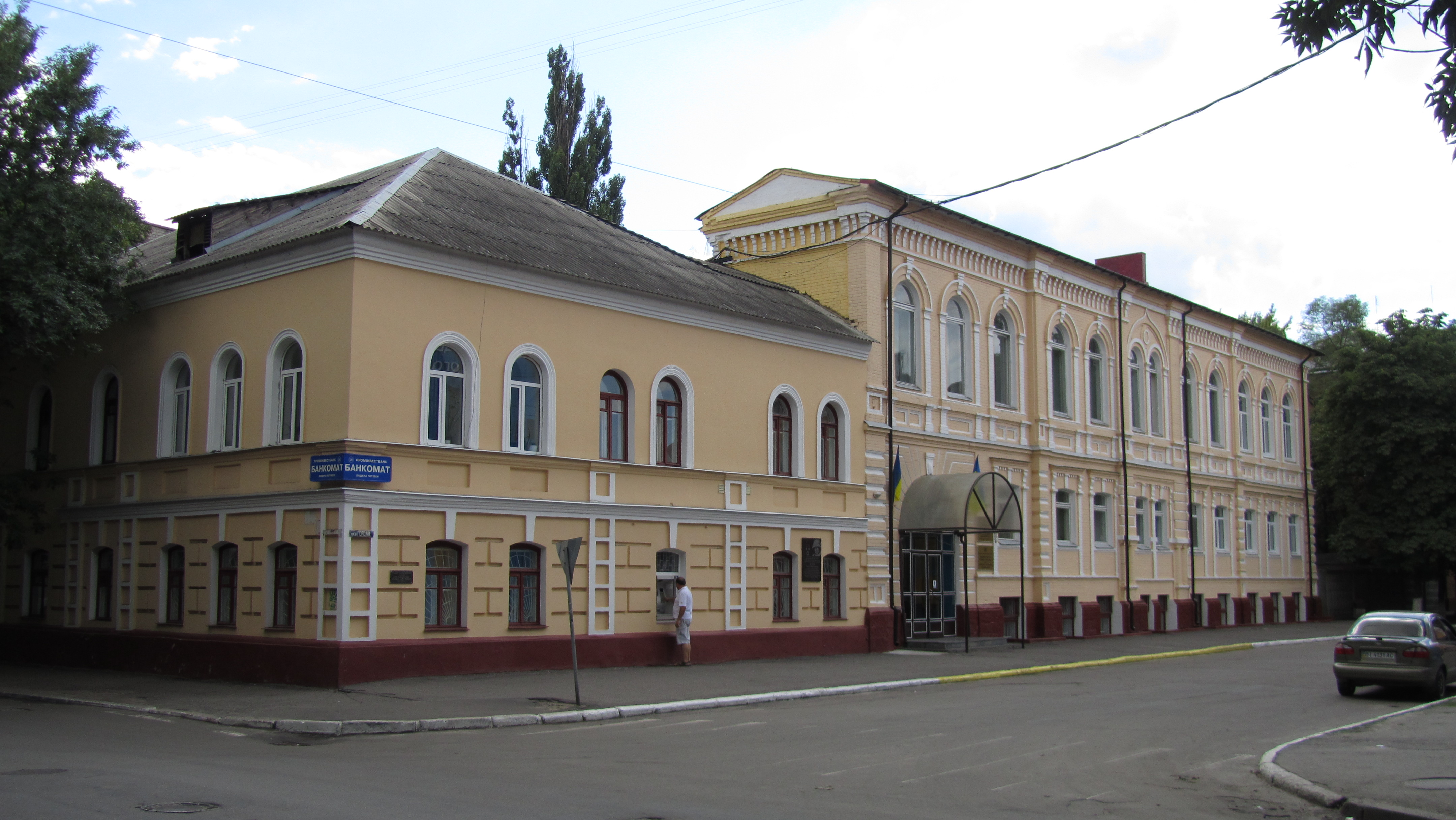
Будівля колишньої школи № 9

Народився 23 грудня 1924 року в місті Кременчук Полтавської області в сім'ї робітника. Єврей. Член ВКП(б)/КПРС з 1945 року. Закінчив середню школу № 9 (зараз один з корпусів Кременчуцького льотного коледжу).
У 1941 р. закінчив 9-й клас. Оскільки йому ще не виповнилося навіть 17 років, на фронт його не взяли, і Микола став учасником Кременчуцької дивізії народного ополчення. Працював у колгоспі.
Понад місяць тривала оборона Кременчука, але 9 вересня 1941 р. місто захопили німці. Тисячі кременчужан були змушені покинути Кременчук, і серед них родина Молочникових. 10-й клас Микола закінчив у м. Єланську Сталінградськоі області.
У 1942 році призваний до лав Червоної Армії. У 1943 році закінчив Сумське артилерійське училище.

### Військові роки
У боях війни з червня 1944 року. Воював на 2-му Українському фронті.
Восени 1944 року 1658-й винищувально-протитанковий артилерійський полк у складі військ 2-го Українського фронту вів важкі бої на території Румунії. Відважно діяв вогневий взвод 4-ї батареї 12 Бухарестської окремої винищувально-протитанкової бригади 6 гв. кавалерійського корпусу командуванням молодшого лейтенанта М. Молочникова на підступах до міста Тімішоара.
17 вересня 1944 взвод відбив контратаку противника, знищив два ворожих танки. Особливо відзначився 12 жовтня 1944 року. Гітлерівці за підтримки танків і самохідних гармат «фердинанд» почали активні дії проти радянських підрозділів, розміщених навколо населеного пункту Хайду-Собосло в Угорщині. Удосвіта вони атакували позицію 4-ї батареї. Протягом дня воїни відбили сім атак противника, знищили три «пантери» і два самохідні гармати «Фердинанд».
Взвод не був прикритий піхотою, тому М. М. Молочникову доводилося і командувати артилеристами і вести вогонь з станкового кулемета, відбиваючи атаки ворожих автоматників. З кожного гарматного розрахунку залишилося по 2-3 людини. Сам Молочников був поранений в груди. Стікаючи кров'ю, протягом п'яти годин він вів вогонь по гітлерівцям, що насідали з трьох сторін.
Коли командир батареї, з'ясовуючи обстановку, запитав у М. Молочникова, чи не прорветься ворог, молодший лейтенант відповів: «Що ви, товаришу командир, хіба можна прорвати таку оборону?» Після бою навколо кулемета Н. М. Молочнікова нарахували 125 трупів солдатів і офіцерів противника.
Указом Президії Верховної Ради СРСР від 28 квітня 1945 року за зразкове виконання бойових завдань командування і проявлені при цьому мужність і героїзм молодшому лейтенанту Миколі Мусійовичу Молочникову присвоєно звання Героя Радянського Союзу з врученням ордена Леніна і медалі «Золота Зірка» (№ 8627).

### Повоєнне життя
З 1947 року майор М. Молочників — в запасі. Працював завідувачем складу Чернівецького пивоварного заводу. Жив у місті Чернівці.
Помер 25 листопада 1982 року.

## Нагороди
За період служби нагороджений орденом Леніна, орденом Червоної Зірки, орденом Вітчизняної війни 2-го ступеня, медалями.

## Вшанування пам'яті

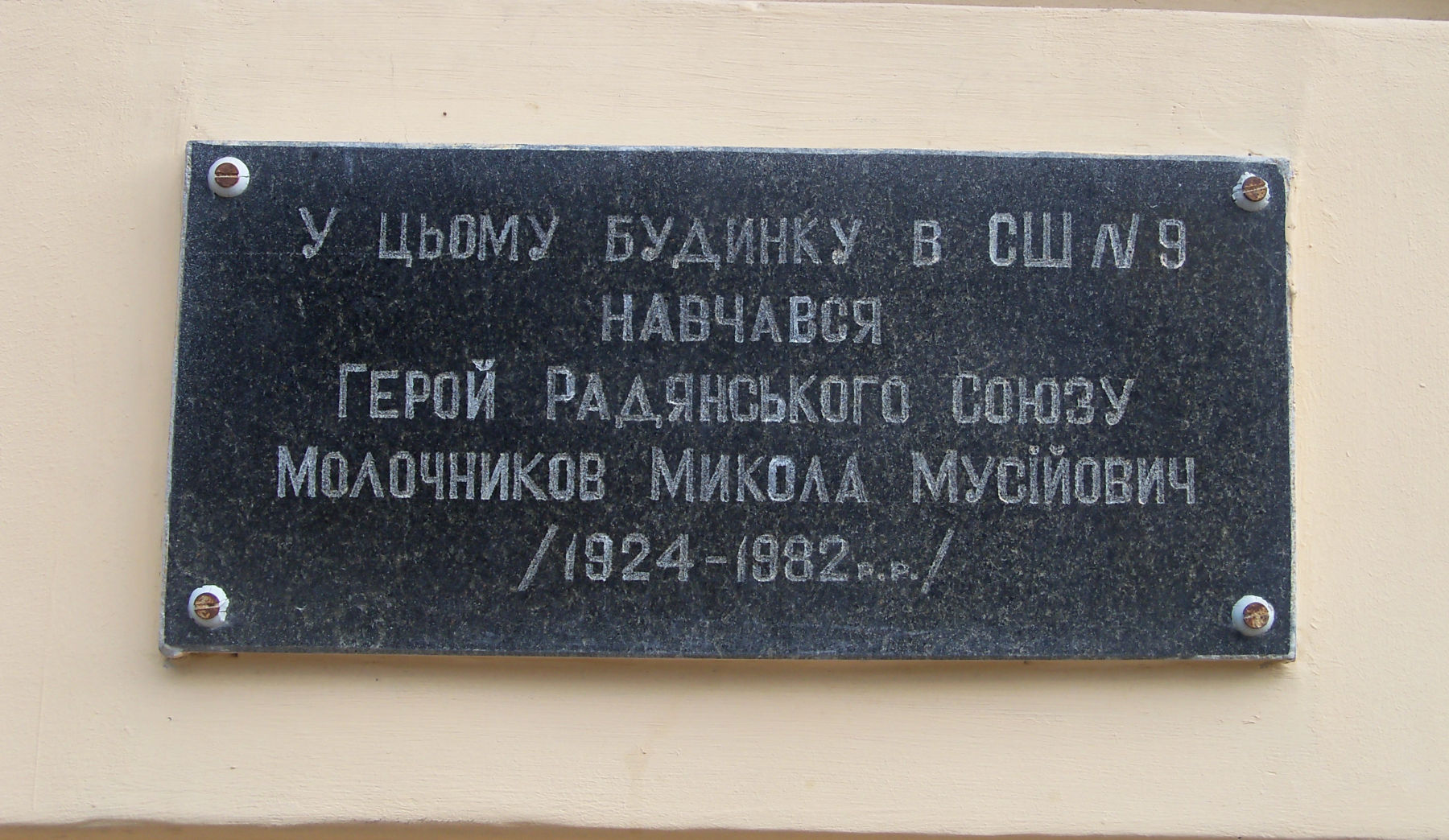
Меморіальна дошка М. М. Молочникову

- У 1995 році на будівлі середньої школи № 9 (зараз один з корпусів Кременчуцького льотного коледжу) в Кременчуці, де Микола Молочников навчався, йому встановлено меморіальну дошку з текстом: «У цьому будинку в СШ № 9  навчався Герой Радянського Союзу  Молочников Микола Мусійович  1924-1982 р.р.».
- у місті Кременчук  на Алеї Героїв, на граніті висічене фото та ім'я Миколи Молочникова.